# 新城镇 (嘉峪关市)
新城镇，是中华人民共和国甘肃省嘉峪关市下辖的一个镇，位于嘉峪关市东北部。

## 行政区划
新城镇下辖以下地区：
野麻湾村、横沟村、长城村、新城村、中沟村、观蒲村、泥沟村和安远沟村。